# Lễ vật

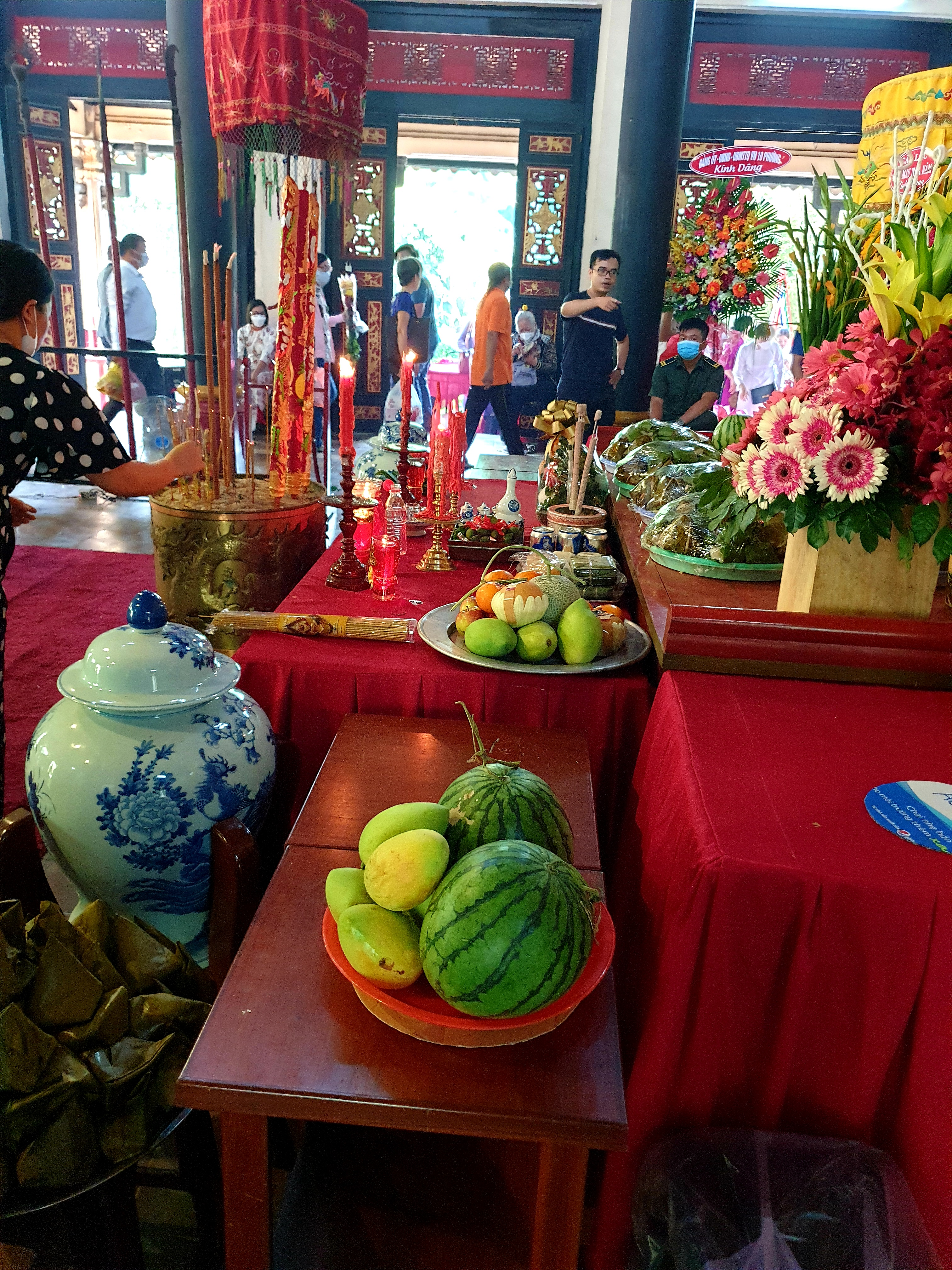
Lễ vật dâng cúng trong ngày Giỗ Tổ Hùng vương tại Đền Hùng trong Thảo Cầm viên

Lễ vật hay đồ lễ dâng cúng hay còn gọi là đồ cúng (votive offering/votive deposit) là một hoặc nhiều đồ vật được dâng cúng hoặc sử dụng ở nhũng nơi linh thiêng tôn nghiêm cho mục đích tín ngưỡng, tôn giáo. Những vật phẩm như vậy là một đặc điểm của xã hội hiện đại và cổ đại và thường được đảnh lễ với niềm tin mong muốn có được sự ưu ái của các thế lực siêu nhiên, thần thánh. Ở Phật giáo, việc cúng dường tạ ơn bằng cách xây cất những bảo tháp (Cetiya) là một thực hành phổ biến ở Ấn Độ Cổ đại, một ví dụ có thể được quan sát thấy trong tàn tích của Phật viện Vikramshila cổ đại và các công trình kiến trúc đương đại khác. Có câu nói của Diogenes của Sinope được Diogenes Laërtius trích dẫn, cho thấy mức độ phổ biến của lễ tạ ơn ở thời Hy Lạp cổ đại Truyền khẩu trong Do Thái giáo Rabbinic cũng nói về một hiện vật nho làm bằng vàng khổng lồ bên ngoài thánh địa của Đền thờ ở Jerusalem trước khi nó bị người La Mã hủy hoại. Thực hành lễ cúng tạ cũng diễn ra ở các nhà thờ thuộc Giáo hội Luther chẳng hạn như Nhà thờ Thụy Điển
Ở Phật giáo, đồ cúng tạ ơn thường có dạng một viên đất sét nhỏ hoặc đất nung mang biểu tượng Phật giáo, thường là Buddharupa và có khắc các ký tự. Những viên đá này được các tín đồ để lại trong các địa điểm Phật giáo linh thiêng như một vật cúng dường trong chuyến hành hương, chẳng hạn như ở Phật giáo Tây Tạng với những cuộc hành hương đến Bodhgaya (Bồ đề đạo tràng), các bài vị vừa là đồ cúng công đức vừa là đồ lưu niệm, hầu hết được làm bằng đất sét nhưng cũng có những lễ vật quý hiếm và đắt tiền hơn được làm từ kim loại. Ayagapata là một loại phiến vàng mã gắn liền với việc thờ cúng trong Đạo Jain. Nhiều tấm bia đá như vậy đã được phát hiện trong các cuộc khai quật tại các di chỉ Jain cổ đại như Kankali Tila gần Mathura ở Ấn Độ. Một số trong số chúng có niên đại từ thế kỷ nhất. Những phiến đá này được trang trí với các đồ vật và kiểu dáng trung tâm của sự thờ cúng của người Jain như stupa, dharmacakra và triratna. Một số lượng lớn các bài vị cúng ayagapata (bài vị sự tôn kính trang nghiêm) để cúng và thờ tirthankara đã được tìm thấy tại Mathura. Những tấm bia đá này có nét giống với Shilapatas trước đó, những tấm bia đá được đặt dưới gốc cây để thờ cúng Yaksha và đã được các cộng đồng dân gian bản địa hành lễ trước khi đạo Jaina khởi nguồn, cho thấy rằng cả hai đều có những điểm chung trong các nghi lễ